# Радянсько-естонський договір про взаємодопомогу
Радянсько-естонський Договір про взаємодопомогу, також відомий як Договір про основи, був двостороннім договором, підписаним у Москві 28 вересня 1939 року. Договір зобов'язував обидві сторони поважати суверенітет і незалежність один одного, а також дозволяв радянському уряду створювати в Естонії військові бази. Ці бази сприяли радянському захопленню країни в червні 1940 року.
Його підписали міністр закордонних справ Естонії Карл Сельтер та Радянський комісар закордонних справ В'ячеслав Молотов. Ратифікаційні документи були обмінені в Таллінні 4 жовтня 1939 року, і договір набув чинности того ж дня. Він був зареєстрований у серії договорів Ліги Націй 13 жовтня 1939 року Договір про взаємодопомогу передбачав створення військових баз в Естонії.

## Передумови
У вересні 1939 р. Радянський Союз затвердив свій контроль над країнами Балтії за допомогою пакту Молотова – Ріббентропа. Ради вдерлися в Польщу 17 вересня, завершивши операцію 6 жовтня. Після окупації східної Польщі Ради тиснули на Фінляндію та країни Балтії для укладення договорів про взаємодопомогу. Ради поставили під сумнів нейтралітет Естонії після втечі польської підводного човна 18 вересня. Через тиждень, 24 вересня, міністру закордонних справ Естонії Карлу Сельтеру було поставлено ультиматум у Москві. Ради вимагали укладення договору про взаємодопомогу, який передбачав створення військових баз в Естонії. Естонський уряд поступився ультиматуму.

## Статті договору
- Стаття 1 передбачала військову співпрацю між сторонами у разі нападу третьої сторони.
- Стаття 2 зобов'язувала радянський уряд допомагати уряду Естонії у забезпеченні озброєння.
- Стаття 3 дозволяла радянському уряду створювати військові та морські бази на естонській території.
- Стаття 4 зобов'язувала радянський та естонський уряди не вступати у військові союзи проти іншої сторони.
- Стаття 5 передбачала, що договір не зачіпає політичної та економічної систем та суверенітету обох сторін. У ньому чітко передбачалося, що райони, де мали створюватися радянські бази, залишатимуться частиною Естонії.
- Стаття 6 стосувалась ратифікації та передбачала, що договір залишається чинним протягом десяти років з можливістю продовження його дії ще на п'ять років.
- Стаття 7 передбачала, що офіційний текст договору складатиметься російською та естонською мовами.

## Наслідки

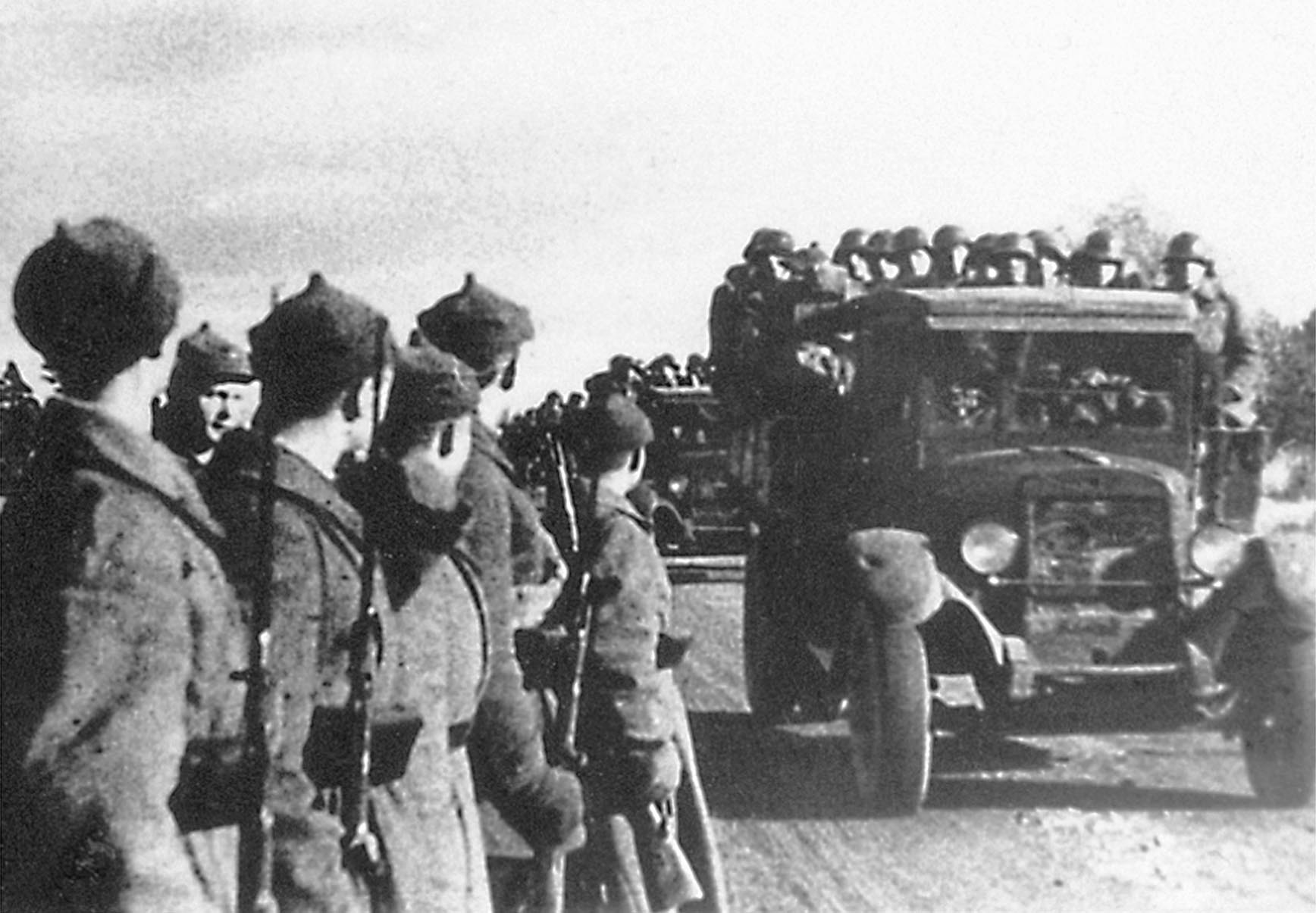
Червона армія вступила в Естонію в 1939 році після того, як Естонія була змушена підписати договір про основи

Ради уклали подібні договори з Латвією 5 жовтня та Литвою 10 жовтня. Останній договір передав Вільнюський повіт Литві.  Фінляндії було запропоновано взяти участь у подібних переговорах 5 жовтня. На відміну від Прибалтики, фінсько-радянські переговори тривали тижнями безрезультатно.
Протягом жовтня 1939 року Радянський уряд розпочав розміщення військ в Естонії в кількості, що перевищувала збройні сили Естонії. В результаті радянський уряд поступово отримав контроль над територією Естонії. Це дозволило радянським військам потопити естонське торгове судно Кассарі в Балтійському морі 10 грудня 1939 року без жодної відповіді Естонії. 
СРСР вдерся до Фінляндії 30 листопада. 
17 червня 1940 року Ради окупували та анексували Естонію після вторгнення до двох інших країн Балтії.